# Daniel Défago
Daniel Défago (* 24. April 1980 in Morgins) ist ein ehemaliger Schweizer Skirennfahrer, der auf die technischen Disziplinen Slalom und Riesenslalom spezialisiert war. Er galt als grosses Talent in der Schweizer Mannschaft, seine Karriere wurde jedoch im Alter von 22 Jahren durch einen schweren Sturz im Training abrupt beendet.

## Biografie
Daniel Défago, dessen älterer Bruder Didier ebenfalls Skirennfahrer ist, fuhr seine ersten FIS-Rennen im März 1996. Knapp zwei Jahre später bestritt er auch sein erstes Europacup-Rennen, regelmässige Einsätze folgten ab Januar 1999. Im Dezember 1998 konnte er seine ersten Siege in FIS-Rennen feiern und im März 1999 erreichte er bei den Juniorenweltmeisterschaften in Pra-Loup den vierten Rang im Riesenslalom. Im Januar 2000 gelang Défago seine erste Top-Ten-Platzierung im Europacup und er konnte am 5. und 6. Februar seine ersten beiden Rennen im Weltcup bestreiten, erreichte aber in keinem den zweiten Durchgang.
Der grösste Erfolg seiner Karriere gelang Défago am 25. Februar 2000 bei den Juniorenweltmeisterschaften in Québec mit dem Gewinn der Goldmedaille im Slalom. Daraufhin zeichnete ihn die Stiftung Schweizer Sporthilfe als Nachwuchsathleten des Jahres 2000 aus. Am 14. Januar 2001 konnte er im Lauberhornslalom von Wengen seine ersten Weltcuppunkte holen. Mit der hohen Startnummer 61 fuhr er auf den guten 18. Platz. Dieses Ergebnis blieb auch sein bestes im Skiweltcup. Im Europacup gelang ihm sein einziger Sieg am 17. Februar 2001 im Slalom von Bad Wiessee. Im Januar 2002 konnte er sich im Weltcup in den Slalomrennen von Kitzbühel und Schladming erneut unter den besten 30 platzieren.
Am 20. Dezember 2002 fand die noch junge Karriere Défagos ein jähes Ende. Beim Riesenslalomtraining in Zermatt stürzte er schwer und zog sich eine Schienbeinkopffraktur, einen Meniskusschaden und Bänderverletzungen im rechten Knie zu. Die gesundheitlichen Folgen dieses Sturzes waren derart schwerwiegend, dass er nicht mehr in den Rennsport zurückkehren konnte und im Dezember 2004 seinen offiziellen Rücktritt bekanntgab.

## Erfolge

### Weltcup
- Dreimal unter den besten 30

### Europacup
- 8. Platz in der Slalomwertung 2001/02
- 1 Sieg (Slalom in Bad Wiessee am 17. Februar 2001)

### Juniorenweltmeisterschaften
- Pra-Loup 1999: 4. Riesenslalom
- Québec 2000: 1. Slalom, 4. Riesenslalom, 7. Super-G, 24. Abfahrt

### Weitere Erfolge
- 15 Siege in FIS-Rennen (7× Riesenslalom, 6× Slalom, 2× Super-G)